# Jacqueline Royaards-Sandberg

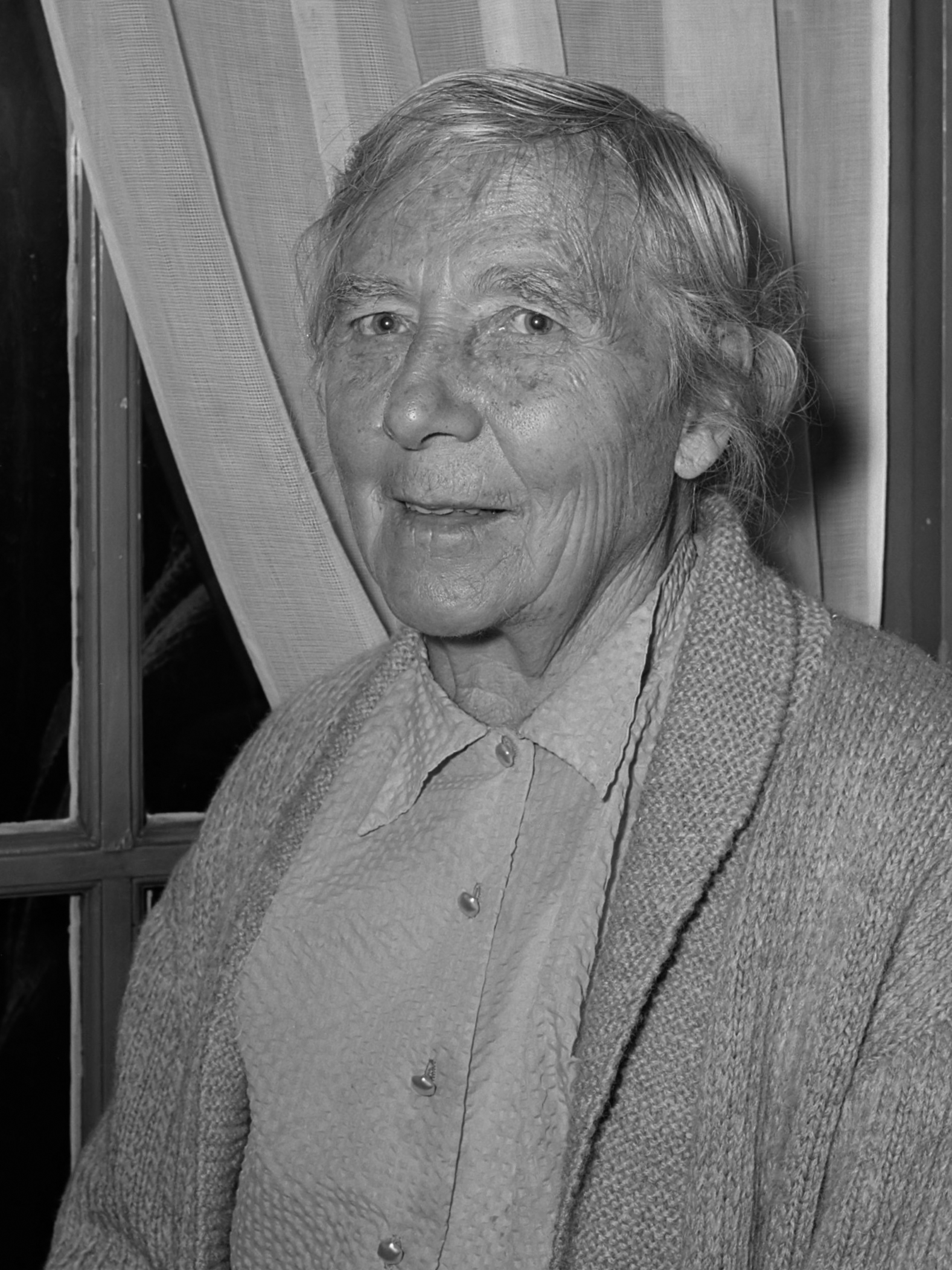
Jacqueline Royaards-Sandberg (1956)

Jacqueline Royaards-Sandberg (* 27. Oktober 1876 in Pamekasan, Niederländisch-Indien; † 30. März 1976 in Amsterdam) war eine niederländische Bühnenschauspielerin. Sie gab 1901 ihr Debüt, spielte 1908–1924 unter der Regie ihres Mannes Willem Royaards und gründete nach dessen Tod 1929 eine eigene Theatergesellschaft. Die Schauspielerin verkörperte populäre Figuren in Dramen, Melodramen, Tragikomödien und Komödien.

## Leben

### Kindheit und Jugend
Jacoba Philippina „Lien“ Sandberg war das fünfte und jüngste Kind des hochrangigen KNIL-Soldaten Johan Jacob Sandberg (1838–1905) und seiner Ehefrau Marianne Begemann (1843–1899). Bis 1882 lebte die Familie in Niederländisch-Indien, kehrte dann in die Niederlande zurück und ließ sich in einem großen Reihenhaus in der Wilhelminastraat in Haarlem nieder; später erfolgte ein Umzug in eine Villa am Molenpad. Nach gut einjährigem Aufenthalt in einem Internat in Driebergen erhielt Jacoba alias Jacqueline 1893 im Elternhaus Privatunterricht in Violine, Französisch und Italienisch. 

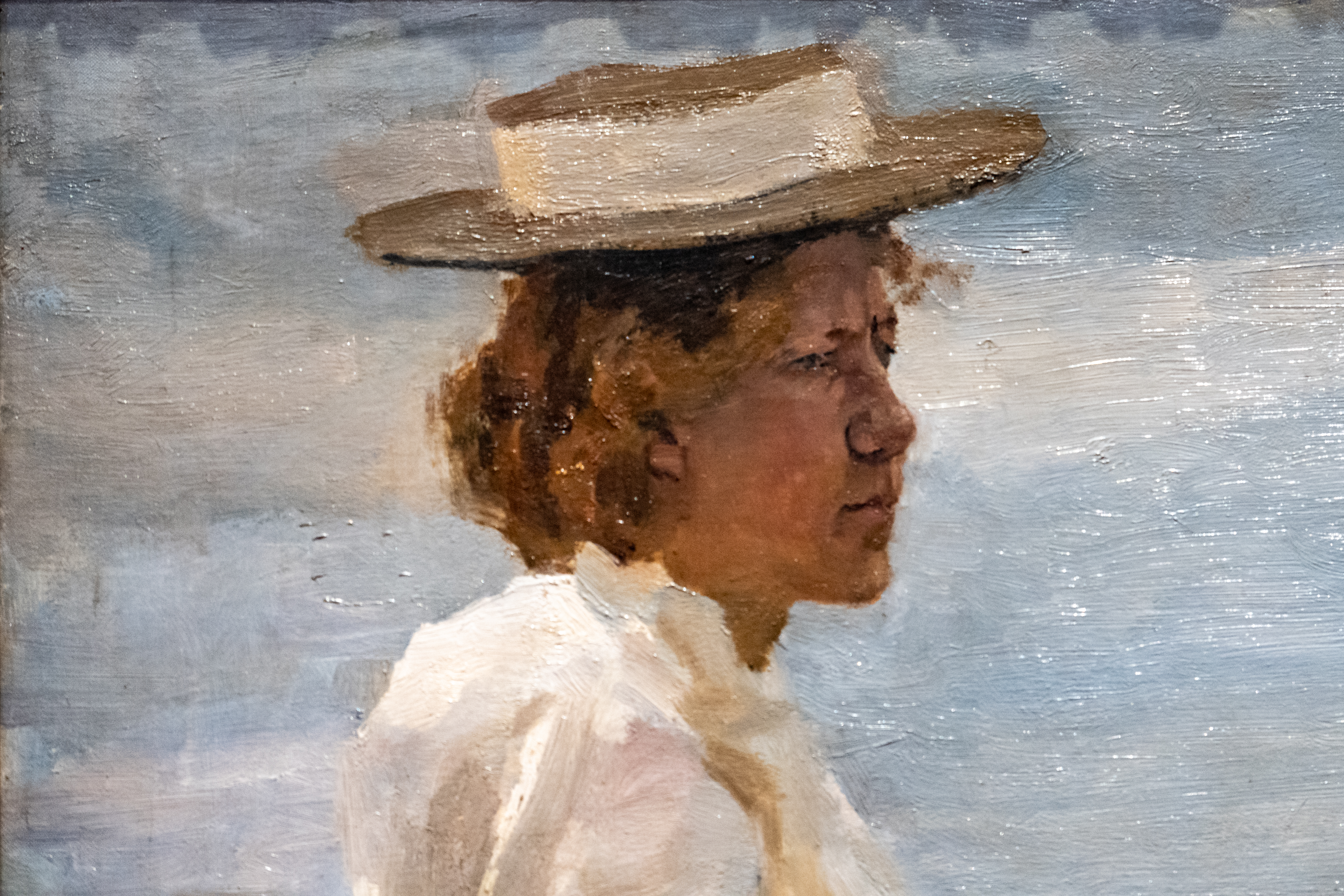
Isaac Israëls: Porträt von Jacqueline Sandberg (1898), Detail

Wichtige Freunde aus dieser Zeit waren Hermine Schuylenburg (1875–1971) und Frans Erens (1857–1935). Mit letzterem und Karel Joan Lodewijk Alberdingk Thijm, besser bekannt als Lodewijk van Deyssel (1864–1952), stand sie zeitlebens in Briefkontakt. Erens verdankte sie zudem die Verbindung zu dem Maler Isaac Israëls, der im Sommer 1898 am Strand von Scheveningen zwei Bildnisse von ihr anfertigte: Jacqueline Sandberg in den Dünen und Porträt von Jacqueline Sandberg.

### Auf der Bühne

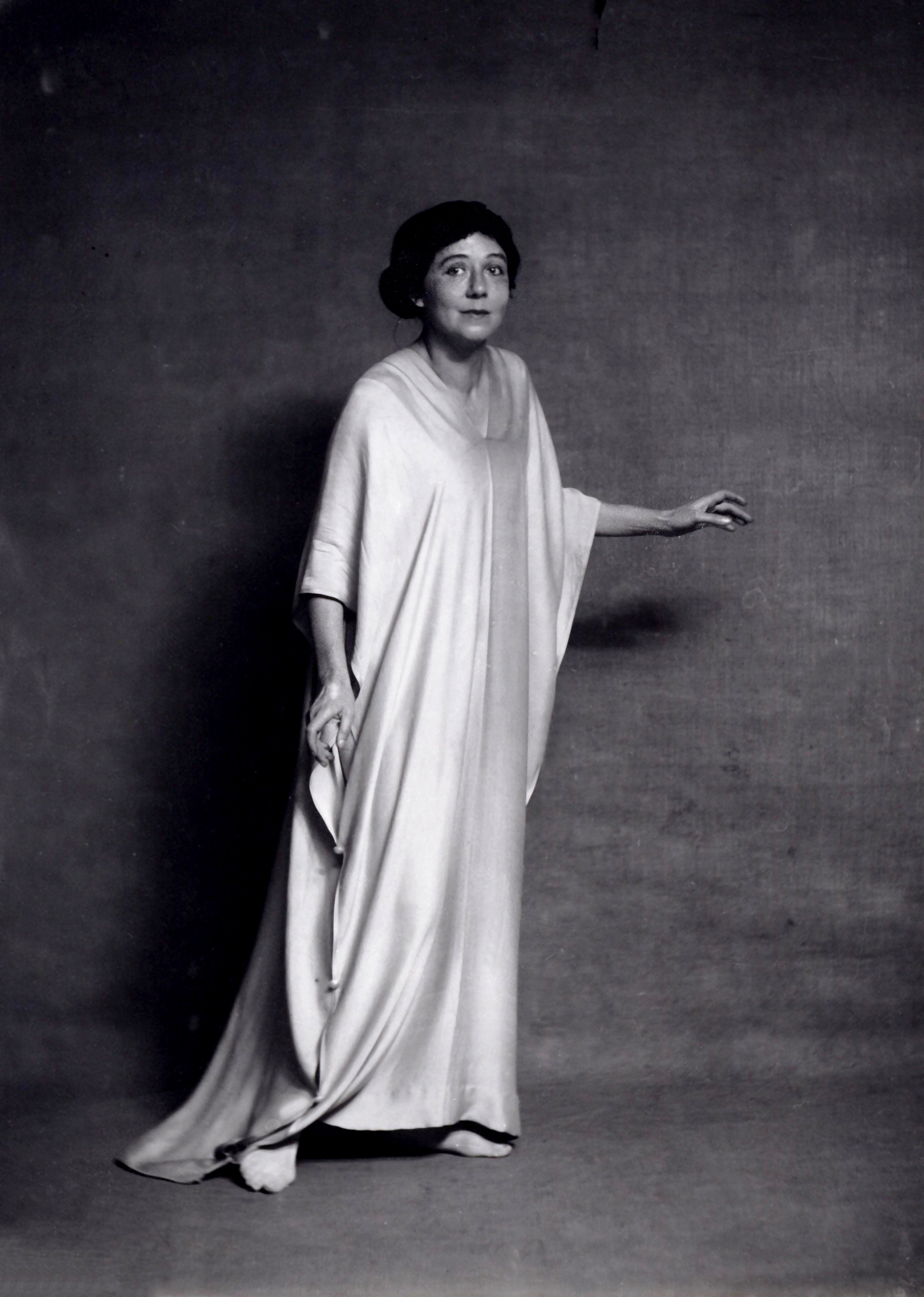
Indras Tochter in Strindbergs Ein Traumspiel (1921)

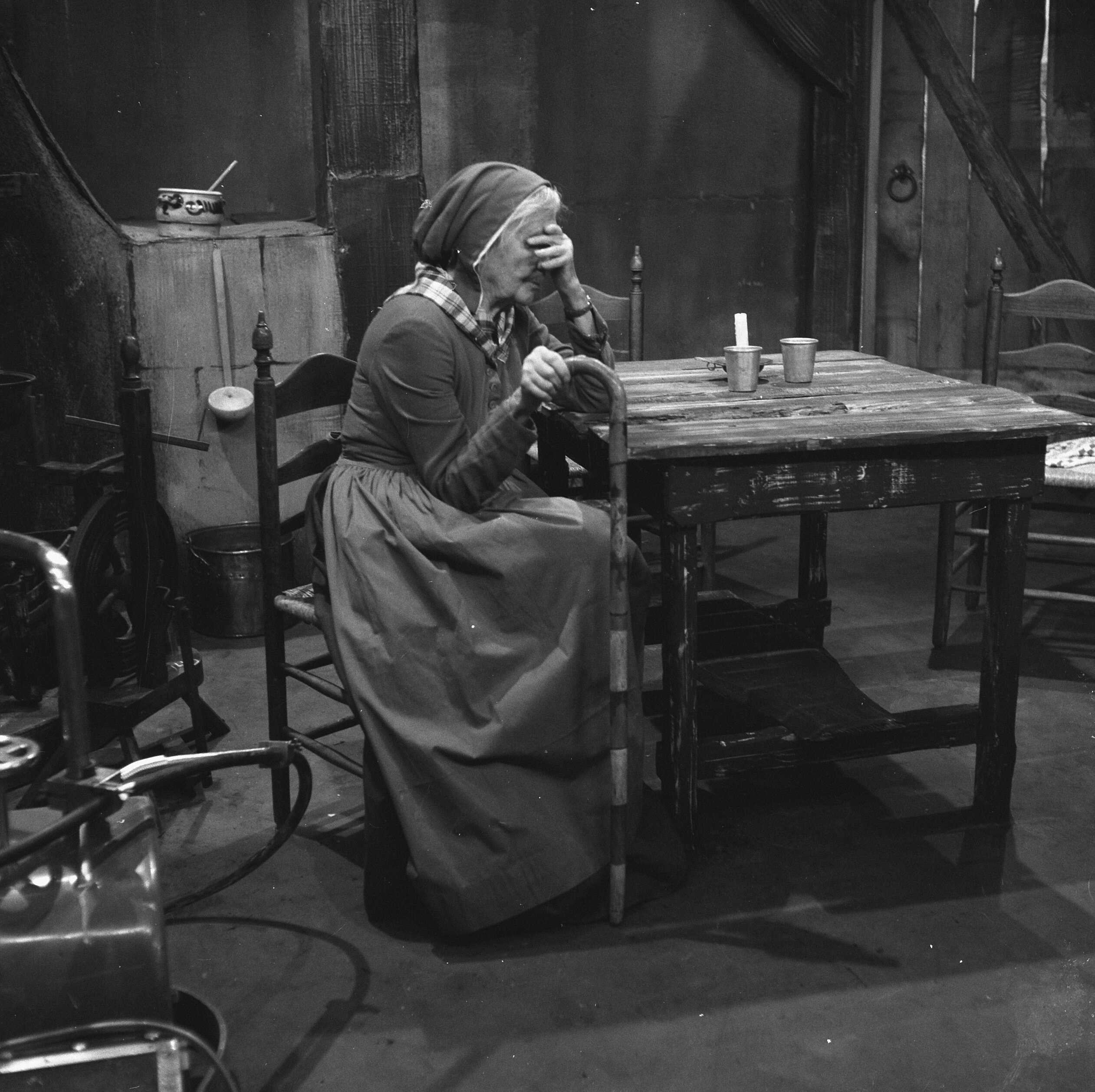
Rebecca Nurse in Millers Hexenjagd (1961)

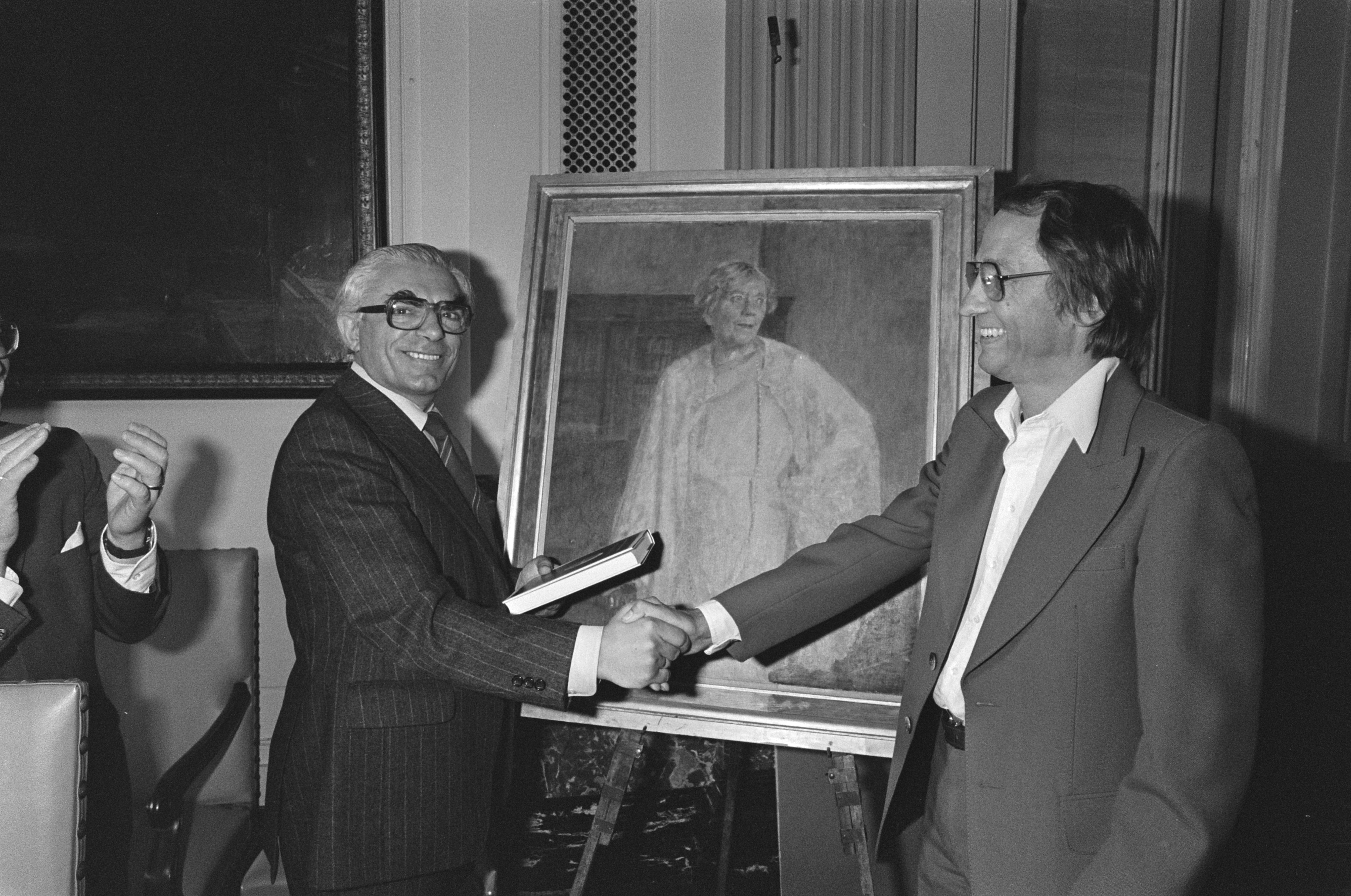
Jules Royaards überreicht die „Erinnerungen“ seiner Großmutter (1979)

Schon in der Jugend träumte Sandberg davon, auf der Bühne zu stehen. In ihren Memoiren weist ihr erstes Theaterspiel „vor Laien“ in Haarlem das Datum 27. Februar 1897 auf. Von Mai bis Dezember nahm die junge Frau Unterricht bei Cateau Esser in Amsterdam und traf dort im September auf den bekannten Schauspieler Willem Royaards (1867–1929), der sie am 5. November mit Henrik Ibsens Klein Eyolf debütierte. Sandberg und der verheiratete Royaards gingen eine Beziehung ein. Nach seiner Scheidung heirateten beide noch im selben Jahr am 23. Dezember 1903 in Paris. Aus der Beziehung gingen drei Söhne hervor, die die Mutter alle überlebte: Hans (Johan Jacob 1902–1975, Maler), Ben (Benjamin Lucien 1904–1966, Schauspieler) und Kees (Cornelis Willem 1906–1970, Architekt). Stiefsohn Willem (1899–1989, Journalist) entstammte dem früheren Verhältnis Royaards‘ mit der Balletttänzerin Georgiana Louisa Eveline Whiteley.
Über Royaards gelangte Sandberg auf die Profibühne. Am 15. November 1901 trat sie mit der Koninklijke Vereeniging Het Nederlandsch Tooneel (KVHNT) zum ersten Mal als Berufsschauspielerin auf: als Emilia in Das Wintermärchen von William Shakespeare. 1904 verließ ihr Mann dieses Ensemble, um bis 1907 hauptsächlich in Deutschland zu spielen. Erst während Royaards' Zusammenarbeit mit Eduard Verkade bei den „Sommerspielen“ in Laren erhielt Sandberg die Gelegenheit, erneut aufzutreten.
In den Jahren 1908–1924 spielte Sandberg stets unter der Regie ihres Mannes. In den Eröffnungsvorstellungen seines Ensembles „Het Tooneel“ verkörperte sie die Eva in Vondels Adam im Exil. Ihre Höhepunkte waren Raphael in Luzifer (1910), Badeloch in Gijsbrecht van Aemstel (1911/1912), beides von Vondel, Olivia in Shakespeares Was ihr wollt (1916/1917) und Gretchen in Goethes Faust. Eine Tragödie (1917/1918). 1908, im selben Jahr als Royaards in Rotterdam die Komödie Warenar von Pieter Corneliszoon Hooft inszenierte, begann seine Affäre mit der Schriftstellerin Top Naeff. Die Abneigung beider Rivalinnen hielt über seinen Tod hinaus an. Sandberg wird in Naeffs 1947 veröffentlichten Royaards-Biografie nur erwähnt, wenn es unumgänglich war. Sie selbst beklagt sich in ihren „Erinnerungen“ über die ständige Herabsetzung durch „Frau von Stein“.
Nach dem Tod ihres Mannes am 24. Januar 1929 gründeten Sandberg und andere ihr eigenes Unternehmen: die „Nieuwe Schouwtooneel“ (1933 bis 1936). Später spielte sie nacheinander mit „Het Masker“ (ab 1936), der „Amsterdams Toneelgezelschap“ (ATG) (ab 1947) und dem „Nederlandse Comedie, Theater, Ensemble“ (ab 1953). Während des Krieges verweigerte sie die Anmeldung bei der „Nederlandsche Kultuurkamer“, nach dem Krieg nahm sie ihre Arbeit wieder auf. 1955 gründete sie zusammen mit Kees van Iersel und Amy van Marken die „Toneelgroep Test“, eine Kompanie, die experimentelles Theater aufführte. Im Alter von achtzig Jahren spielte Sandberg in Home, sweet home (Morning’s at Seven) von Paul Osborn und zehn Jahre später in La Casa de Bernarda Alba von Federico García Lorca. Nachdem sie ihr Haus in Amsterdam nach einem unglücklichen Sturz 1969 kaum noch verlassen konnte, verfasste sie 1971 bis 1973 ihre Memoiren. Am 2. April 1976 wurde die im Alter von 99 Jahren verstorbene Jacqueline Royaards-Sandberg auf dem Friedhof Westerveld in Velsen beigesetzt.

## Nachruf
Der Theaterregisseur Johan de Meester sah „das große Verdienst von Jacqueline Royaards darin, dass sie eine große Rolle in einer Zeit gespielt hat, in der sich der Bühnengeschmack deutlich verändert hat“ und dass sie „als Schauspielerin in einem höheren Alter gereift, viel menschlicher“ und seiner Meinung nach „eine viel angenehmere Schauspielerin“ geworden sei. Der Journalist Anton Koolhaas erinnerte daran, wie sehr Sandberg in der ersten Hälfte ihrer Karriere durch den entschieden zu melodiösen Einsatz ihrer Stimme auffiel. Mit zunehmendem Alter habe sie jedoch an Attraktivität gewonnen. „Nicht nur, weil ihr Spiel an Einfachheit gewann, sondern vor allem, weil ihr gesamter Spielstil so sehr verinnerlicht wurde, dass ihre ‚Präsenz‘ bereits eine Ausstrahlung hatte, die nur noch wenig ‚Spiel‘ und Charakterisierung erforderte.“